# Bánokszentgyörgy, Zala
Bánokszentgyörgy  este un sat în districtul Letenye, județul Zala, Ungaria, având o populație de 653 de locuitori (2011). 

## Demografie
Componența etnică a satului Bánokszentgyörgy
     Maghiari (92,06%)
     Romi (7,46%)
     Români (0,49%)
Componența confesională a satului Bánokszentgyörgy
     Fără religie (11,33%)
     Necunoscută (87,9%)
     Reformați (0,77%)
     Alte religii (1,23%)
Conform recensământului din 2011, satul Bánokszentgyörgy avea 653 de locuitori. Din punct de vedere etnic, majoritatea locuitorilor (92,06%) erau maghiari, cu o minoritate de romi (7,46%). Nu există o religie majoritară, locuitorii fiind  și persoane fără religie (11,33%). Pentru 87,9% din locuitori nu este cunoscută apartenența confesională.